# Lestene
Lestene (deutsch Lesten) ist ein Ort im Westen Lettlands, unweit von Jaunpils, gelegen an dem Flüsschen Lestene.

## Geschichte
Das Rittergut Lesten war ein Gut des Herzogs  von  Kurland. Seit 1576 war es im Besitz der Familie von der Recke.
Der Ort ist vor allem durch das Mahnmal der lettischen SS-Legionäre mit der Monumentalskulptur Mutterland Lettland von Arta Dumpe bekannt. Es befindet sich an der Straße nach Jaunpils neben der lutherischen Kirche. Hier wurden die Gebeine von 934 gefallenen Legionären beigesetzt. Das erste Kreuz wurde am 8. Mai 1997 in Lestene aufgestellt und der erste Sektor des Soldatenfriedhofes mit Skulptur wurde am 5. November 2000 eingeweiht.

## Sehenswürdigkeiten
- Gut Lesten mit Parkanlage
- Die lutherische Kirche wurde 1670 erbaut. Nach Zerstörung gegen Ende des Zweiten Weltkriegs wird sie schrittweise restauriert.

## Persönlichkeiten, die in Lestene geboren wurden
- Carl Ferdinand von Orgies-Rutenberg (1741–1801), Kanzler und Landhofmeister im Herzogtum Kurland und Semgallen
- Karl Wilhelm von Kupffer (1829–1902), Anatom und Embryologe
- Haralds Biezais (1909–1995), Religionshistoriker

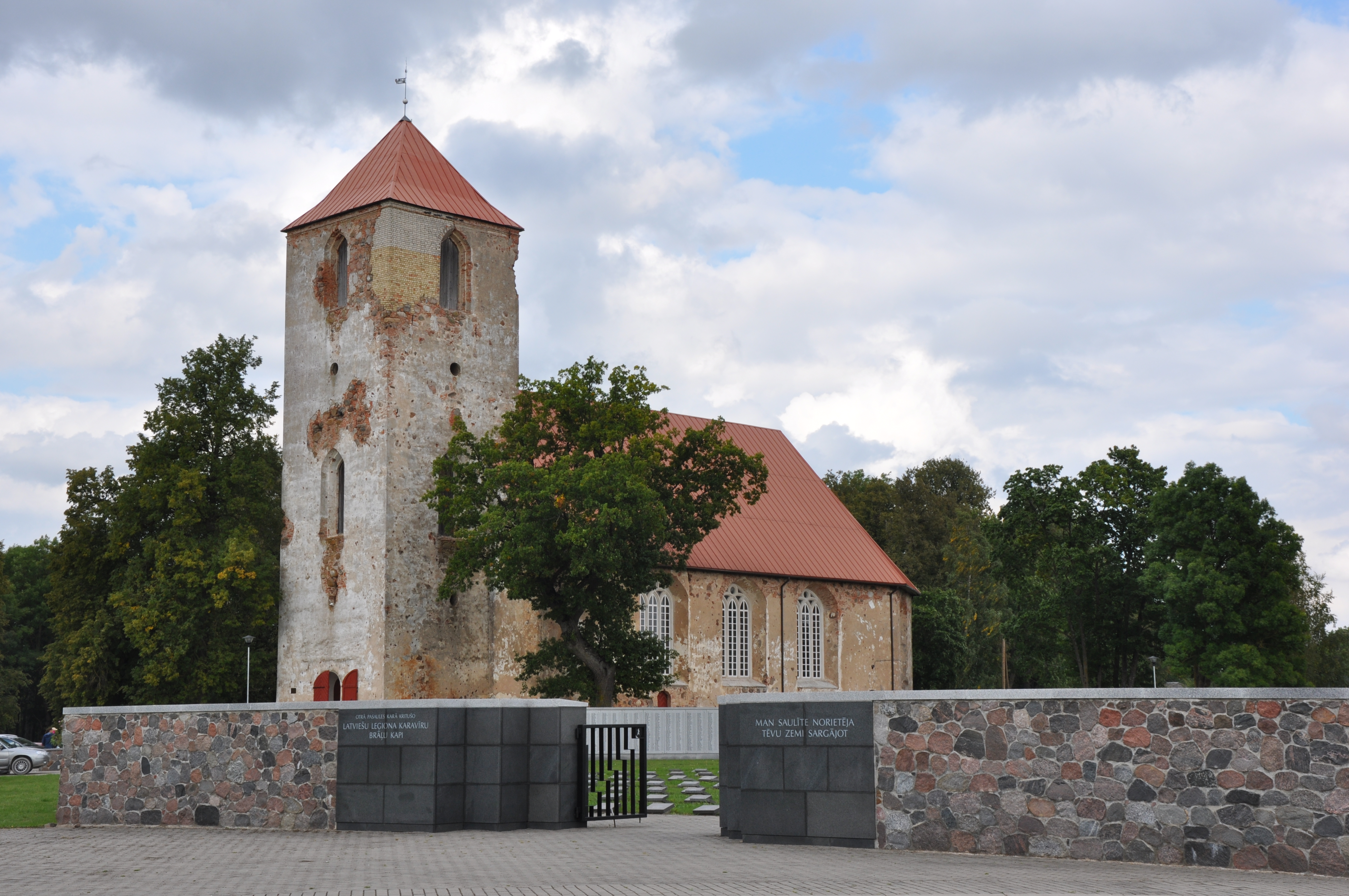
Lutherische Kirche von Lestene mit Soldatenfriedhof
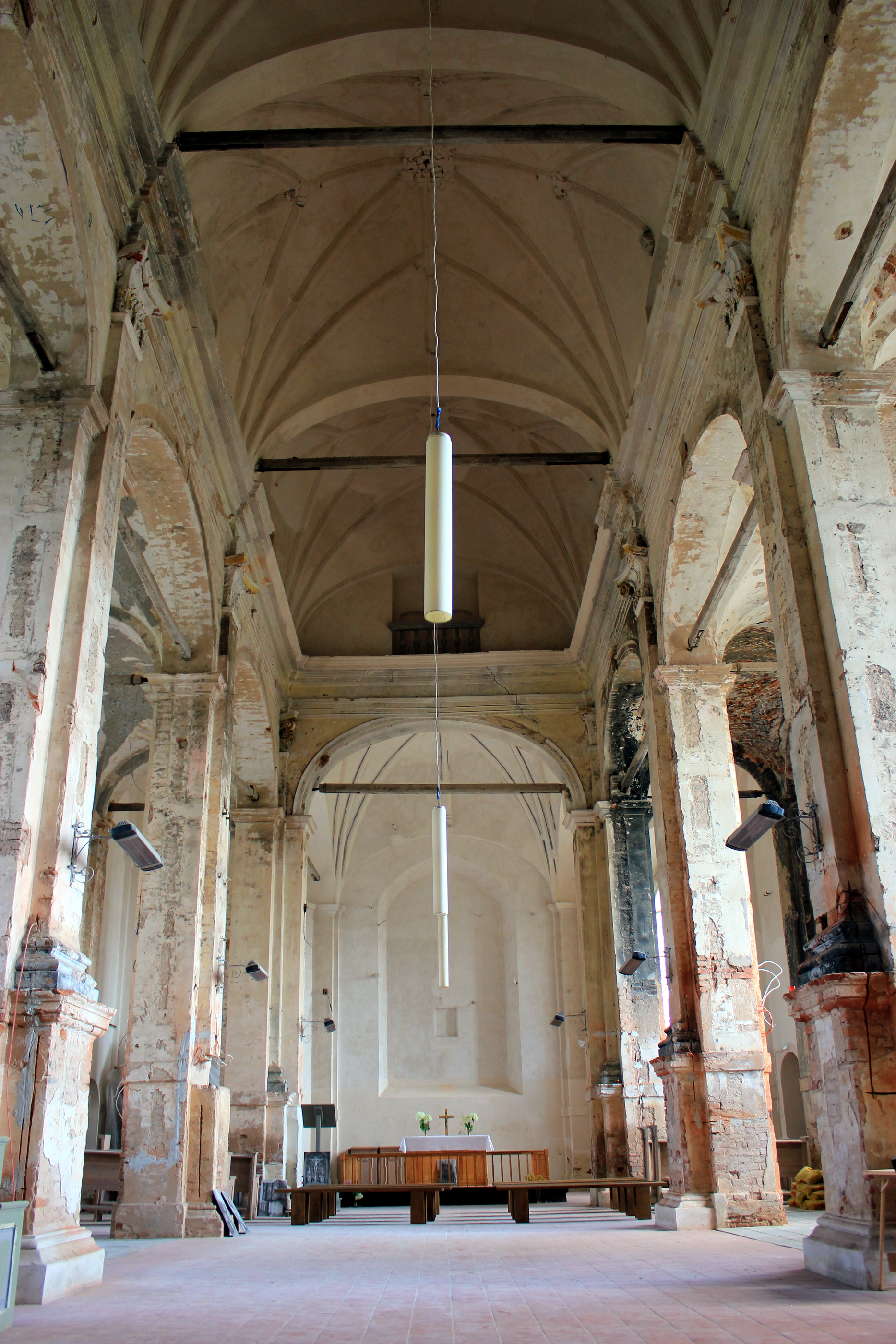
Inneres der Kirche
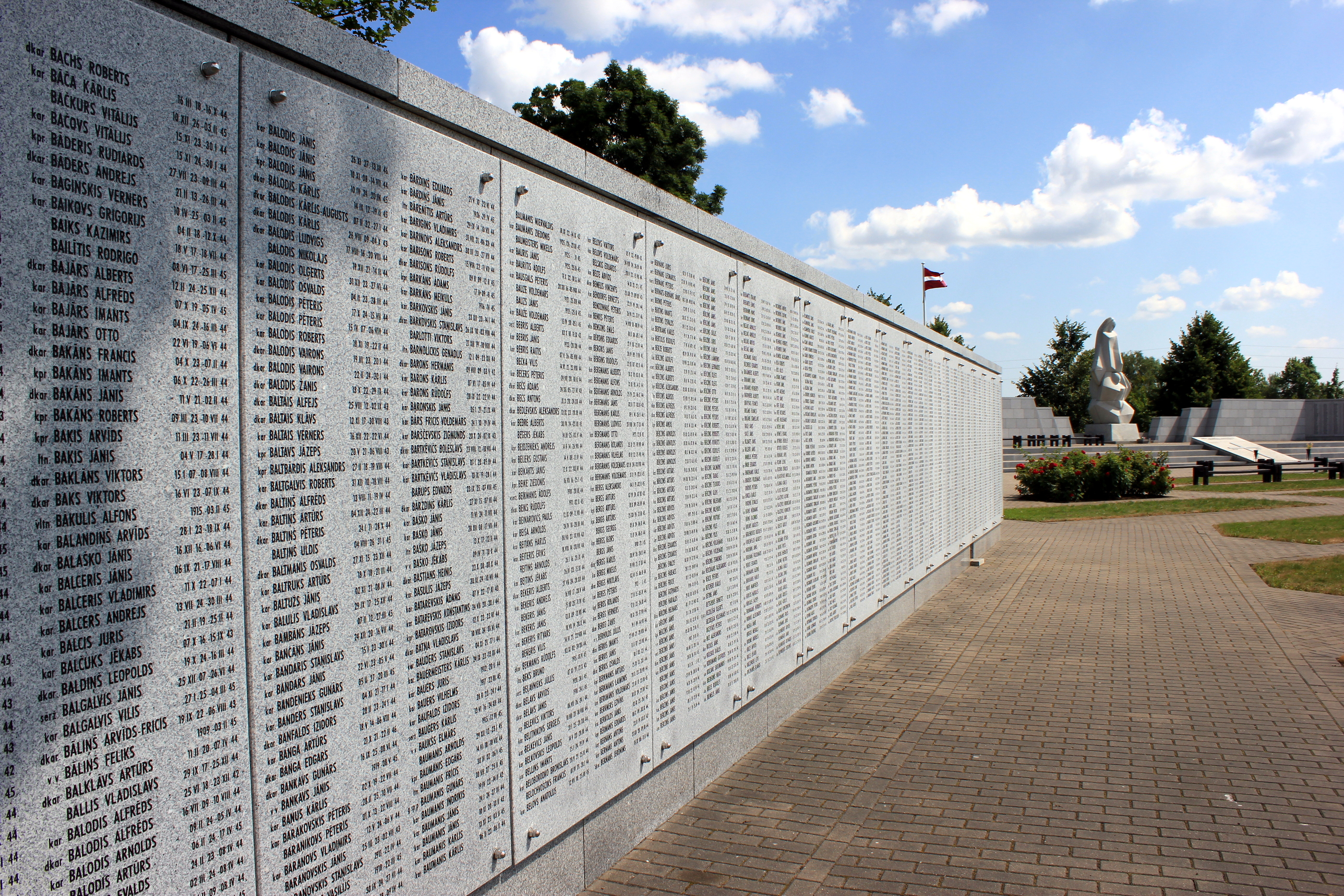
Soldatenfriedhof
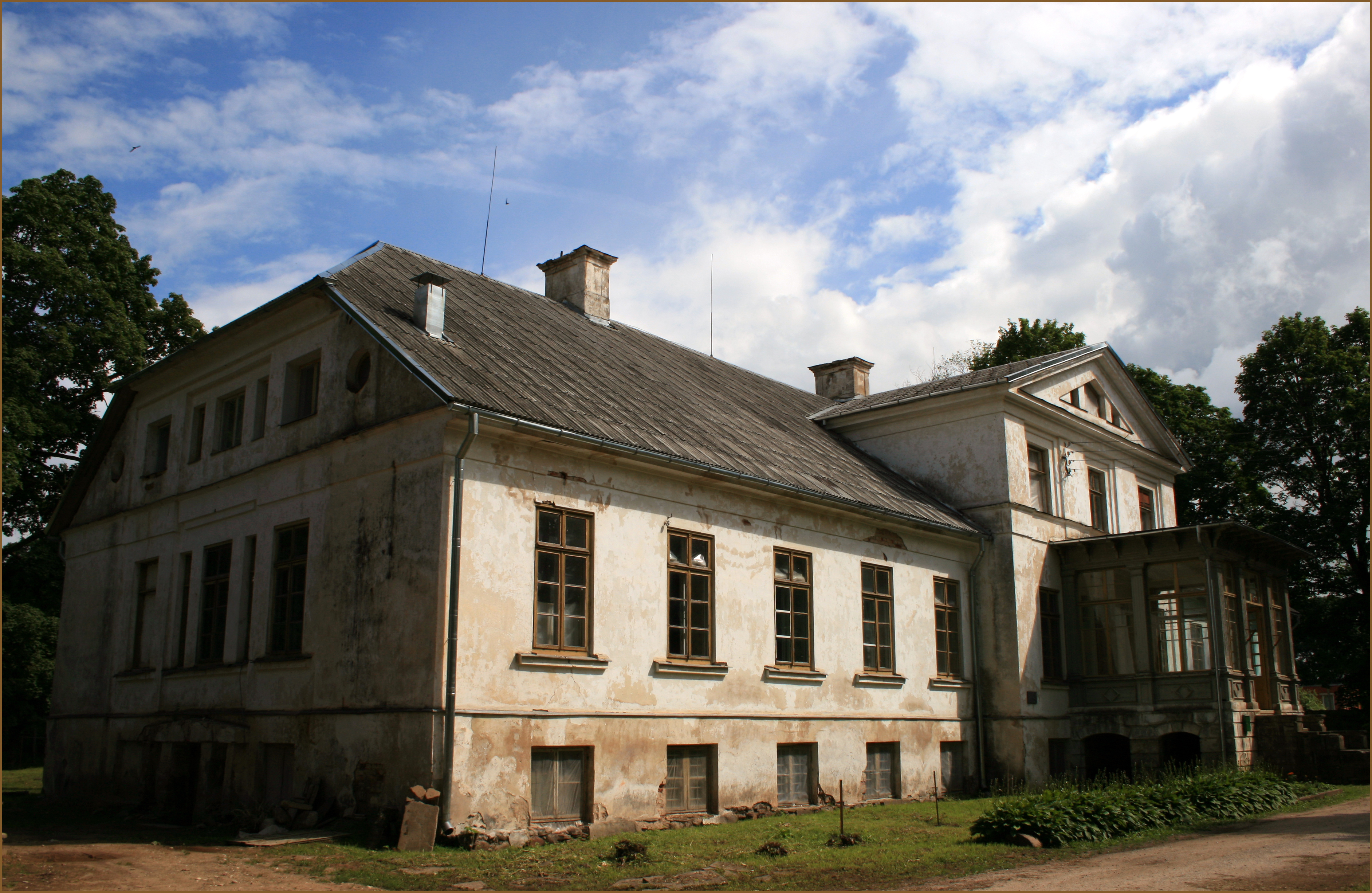
Herrenhaus des Guts Lesten